# Helena Tomaszek-Plewa
Helena Anna Tomaszek-Plewa – polska profesor doktor habilitowana sztuk muzycznych, prorektor Akademii Muzycznej im. Karola Lipińskiego we Wrocławiu.

## Życiorys
Helena Tomaszek-Plewa ukończyła Państwową Wyższą Szkołę Muzyczną we Wrocławiu teorię muzyki (1977) oraz dyrygenturę symfoniczną (1988), w klasie Renarda Czajkowskiego. Skończyła tam również Studium Prowadzenia Zespołów Wokalnych i Instrumentalnych. Zaś w Akademii Muzycznej im. Feliksa Nowowiejskiego w Bydgoszczy z wyróżnieniem Podyplomowe Studia Chórmistrzowskie. W lutym 1992 uzyskała kwalifikacje I-go stopnia. 22 stycznia 1997, na podstawie uchwały Rady Wydziału Kompozycji, Teorii, Wychowania Muzycznego i Rytmiki Akademii Muzycznej w Łodzi, uzyskała kwalifikacje II-go stopnia w zakresie prowadzenia zespołów wokalnych i wokalno-instrumentalnych. W 2009 została profesor sztuk muzycznych.
W 1977 rozpoczęła pracę w macierzystej uczelni. Od 1997 do 2012 kierowała Katedrą Edukacji Muzycznej (wcześniej Katedra Wychowania Muzycznego), a od 2012 kieruje Katedrą Chóralistyki i Prowadzenia Zespołów. W latach 2002–2008 była Prodziekan, w latach 2008–2012 Dziekan Wydziału Edukacji Muzycznej. Od 2012 pełni funkcję Prorektorki ds. Studenckich i Dydaktyki. Od 1991 jest kierowniczką artystyczną Orkiestry Smyczkowej Wydziału Edukacji Muzycznej. Koordynuje organizację zajęć i audycji popularyzatorskich dla dzieci.
W 1975 podjęła pracę w Zespole Pieśni i Tańca Jedliniok, działającym przy Akademii Rolniczej we Wrocławiu, na stanowisku kierowniczki muzycznej. Pracowała kolejno w Zespole Pieśni i Tańca Ślężanie oraz w Zespole Pieśni i Tańca Wrocław. Od 1989 jest kierowniczką muzyczną Zespołu Pieśni i Tańca Kalina Akademii Wychowania Fizycznego we Wrocławiu. W latach 1990–1991 była kierowniczką muzyczną Dziecięcej Sceny Operowej Centrum Sztuki Impart we Wrocławiu. Współpracuje z projektem „Śpiewający Wrocław” i „Śpiewająca Polska”.

## Odznaczenia i wyróżnienia
- Złoty Krzyż Zasługi (2014)[2]
- Medal Komisji Edukacji Narodowej
- Złoty Medal „Zasłużony Kulturze Gloria Artis” (2023)[3]
- Srebrny Medal „Zasłużony Kulturze Gloria Artis” (2018)[4]
- Liczne nagrody rektorskie